# Достицький сільський округ (Таскалинський район)
Дости́цький сільський округ (каз. Достық ауылдық округі, рос. Достыкский сельский округ) — адміністративна одиниця у складі Таскалинського району Західноказахстанської області Казахстану. Адміністративний центр — село Достик.
Населення — 736 осіб (2021; 1054 у 2009, 1245 у 1999, 1250 у 1989).
Станом на 1989 рік існувала Семиглавомарська сільська рада (села Вавіліно, Крута, Семиглавий Мар).

## Склад
До складу округу входять такі населені пункти:
| Населений пункт | Старі назви    | Населення, осіб (1989) | Населення, осіб (1999) | Населення, осіб (2009) | Населення, осіб (2021) |
| --------------- | -------------- | ---------------------- | ---------------------- | ---------------------- | ---------------------- |
| Бастау, село    | Вавіліно       | 213                    | 156                    | 128                    | 72                     |
| Достик, село    | Семиглавий Мар | 747                    | 827                    | 718                    | 554                    |
| Интимак, село   | Крута          | 290                    | 262                    | 208                    | 110                    |